# کلمات بد (فیلم)
کلمات بد (انگلیسی: Bad Words) فیلمی در ژانر کمدی سیاه به کارگردانی جیسون بیتمن و نویسندگی اندرو داج است که در سال ۲۰۱۳ منتشر شد. این فیلم نخستین تجربهٔ کارگردانی بیتمن محسوب می‌شود.